# Voganj
Voganj (ćir.: Вогањ) je naselje u općini Ruma u Srijemskom okrugu u Vojvodini.

## Stanovništvo
Prema popisu stanovništva iz 2002. godine u naselju Voganj živi 1.614 stanovnika, od čega 1.277 punoljetnih stanovnika s prosječnom starosti od 40,6 godina (39,7 kod muškaraca i 41,5 kod žena). U naselju ima 535 domaćinstva, a prosječan broj članova po domaćinstvu je 3,02.
Prema popisu iz 1991. godine u naselju je živjelo 1.628 stanovnika.
| Etnički sastav 2002. |            |        |
| Narod                | Stanovnika |        |
| Srbi                 | 1.413      | 87,54% |
| Mađari               | 76         | 4,70%  |
| Jugoslaveni          | 29         | 1,79%  |
| Hrvati               | 25         | 1,54%  |
| Bunjevci             | 1          | 0,06%  |
| Česi                 | 1          | 0,06%  |
| Rusini               | 1          | 0,06%  |
| Makedonci            | 1          | 0,06%  |
| Muslimani            | 1          | 0,06%  |
| nepoznato            | 41         | 2,54%  |

| broj stanovnika | 1424  | 1558  | 1687  | 1692  | 1728  | 1628  | 1614  |
|                 | 1948. | 1953. | 1961. | 1971. | 1981. | 1991. | 2001. |

## Vanjske poveznice
- Karte, položaj vremenska prognoza
- Satelitska snimka naselja